# Call of Duty 4: Modern Warfare
Call of Duty 4: Modern Warfare er et spil udviklet af Infinity Ward og udgivet af Activision til Xbox 360, Playstation 3, og Windows. Det er det fjerde spil i Call of Duty-serien, eksklusiv udviklingspakker. Spillet er det første fra serien, som ikke foregår under anden verdenskrig, det finder sted i nyere tid. Titlen på spillet og detaljer omkring det blev annonceret d. 25. april, 2007, og spillet blev udgivet på verdensplan mellem 6. november 2007 og 9. november 2007. Det blev tilgængeligt på Steam d. 6. november, 2007 til pre-download, og det var spilbart 12. november.
Historien finder sted i en fiktivt nær-fremtids-krig mellem USA, Storbritannien, og russiske loyalister imod russiske ultranationalister og mellemøstlige rebeller. Historien er fortalt fra en amerikansk marinesoldat og et medlem af de britiske specialstyrker SAS, og finder sted på mange forskellige lokaliteter, inkluderende Mellemøsten, Aserbajdsjan, Rusland, og Pripjat, Ukraine. Multiplayerdelen af spillet indeholder forskellige spiltyper, hvor spillerne bliver matchet gennem et rangsystem, som tillader spillen at låse op for nye våben, tilbehør til våben og camouflage-temaer efterhånden som de avancerer. Spillet var under udvikling i 2 år. Det bruger en spilmotor som inkluderer virkeligt dynamisk lys, HDR-lyseffekter og dynamiske skygger.
Call of Duty 4: Modern Warfare modtog anseelig ros og har vundet adskillige priser fra spil hjemmesider, inklusive IGN's "Best Xbox 360 game". Spillet var det bedst sælgende spil på verdensplan i hele 2007, og nåede i Januar 2008 op over 7 millioner solgte eksemplarer.